# تشيرانجيفي سارجا
تشيرانجيفي سارجا (17 أكتوبر 1980 - 7 يونيو 2020) ممثل فيلم هندي ظهر في أفلام الكانادا، كان شقيق الممثل دريفا سارجا، ابن شقيق الممثل أرجون سارجا وحفيد الممثل المخضرم شاكتي براساد، وزوج الممثلة ميغانا راج. عمل كمساعد مخرج مع عمه أرجون سارجا لمدة 4 سنوات.

## وفاته
في 6 يونيو 2020، عانى سارجا من اختلاج وشكا من ضيق التنفس. وفي اليوم التالي أصيب بألم في الصدر، ونُقل إلى مستشفى خاص في جاياناجار؛ وفي الساعة 3:48 مساءً بتوقيت الهند، أعلن الأطباء وفاته بسبب توقف القلب.

## روابط خارجية
- تشيرانجيفي سارجا على موقع IMDb (الإنجليزية)
- تشيرانجيفي سارجا على موقع قاعدة بيانات الفيلم (الإنجليزية)
- تشيرانجيفي سارجا على موقع كينوبويسك (الروسية)